# Histoire d'un bon bramin
L’Histoire d'un bon bramin est un conte philosophique écrit par Voltaire et publié en 1761, dont le thème est celui de l'imbécile heureux.

## Résumé
Un bramin (brahmane), sage, savant, plein d'esprit et riche est malheureux car il est conscient de son ignorance sur la nature de l'âme, de la pensée, du temps, des dieux, etc. Sa voisine, une indienne bigote, imbécile et pauvre, ne se pose aucune question et est heureuse à chaque fois qu'elle peut avoir de l'eau du Gange pour se laver.
Le bramin se rend alors compte qu'il serait heureux s'il était sot, mais ne voudrait pas d'un tel bonheur. Tout le monde convient alors que la raison contribue au mal-être et qu'il faut être sot pour être heureux, tout en constatant qu'ils ne souhaitent pas d'un tel bonheur.